# Dejan Brđović
Dejan Brđović (in serbo Дејан Брђовић?; Kraljevo, 21 febbraio 1966 – Belgrado, 21 dicembre 2015) è stato un pallavolista e allenatore di pallavolo serbo.
Ha rivestito la qualifica di primo allenatore dell'Asystel Volley Novara fino al 7 aprile 2008, succedendo dall'inizio del campionato ad Alessandro Chiappini, chiamato ad allenare la nazionale turca.
Si è dimesso dalla guida tecnica della squadra per motivi personali dopo la conclusione della Champions League (in cui la squadra ha conquistato il terzo posto, battendo nella finalina il Murcia padrone di casa), e venendo sostituito da Luciano Pedullà, per la fase dei playoff.

## Palmarès

### Giocatore

#### Club
- Campionato serbo-montenegrino: 1

2002-03
- Campionato greco: 2

1992-93, 1993-94
- Coppa di Jugoslavia: 1

1991
- Coppa di Grecia: 1

1992-93
- Coppa di Serbia e Montenegro: 1

1997
- Coppa Italia: 1

2000-01
- Coppa CEV: 1

2000-01

#### Nazionale (competizioni minori)
- Universiade 1987
- Giochi del Mediterraneo 1991

### Allenatore

#### Club
- Campionato azero: 1

2010-11